# Idiopático
Idiopático es un adjetivo usado primariamente en medicina, que significa de irrupción espontánea o de causa desconocida. La combinación de raíces del griego significa "una enfermedad de etiología desconocida".

## Etimología
Del griego ἴδιος, idios (propio, particular) + πάθος, pathos (padecimiento, sufrimiento), con el sentido de «una enfermedad de un tipo particular o propio». 

## Características
Es técnicamente un término de la nosología, la clasificación de enfermedades. Para muchas de éstas, una o más causas son de algún modo poco conocidas, pero en un porcentaje de población con esa enfermedad la causa puede no ser realmente aparente o caracterizada. En esos casos, el origen de esa afección se dice ser "idiopática".
En algunas enfermedades la comunidad médica no puede establecer una causa clara en la mayoría de los casos (ejemplo: glomerulosclerosis idiopática) y en otros trastornos, sin embargo, las causas idiopáticas son para un pequeño porcentaje (ejemplo: fibrosis pulmonar). A medida que la medicina y los avances científicos se producen en relación con una enfermedad, se descubren las causas y el porcentaje de casos designados como idiopáticos disminuyen.